# Radoma
Radoma je obec na Slovensku v okrese Svidník. Nachází se v Nízkých Beskydech, v Ondavské vrchovině, ve střední části údolí Radomky, severovýchodního přítoku řeky Topľa. V extravilánu obce, za hranicemi vlastní zástavby se nachází mokřad Radomská slatina o ploše 9 980 m².

## Historie
Král Ladislav IV. daroval v roce 1274 radomský majetek bratrům Itemerovi Uzovi a Štefanovi z rodu Tekule. Při té příležitosti vznikla listina, ve které je darovaný majetek charakterizován jako rolnicky obráběný, ale také jako místo častých lovů. Z toho je zřejmé, že na darovaném majetku existovalo radomské sídliště před rokem 1274. V listině z roku 1277 je Radoma již uvedena jako vesnice.
V písemnostech ze 13.-16. století se vyskytuje jen pod názvem Radoma a v jeho pravopisných obměnách. Pozoruhodné je, že nemá maďarskou variantu. Pravděpodobně pro snadnou výslovnost v maďarštině, ale i pro nejasný obsah už i tehdejším Slovákům. Třeba upozornit, že ve 14. století se název Radoma vztahoval i na panství, k němuž patřily majetky a vesnice ve střední a horní části doliny Radomky.
Starobylý název a rozvinutost vesnice ve 13. století vedou k názoru, že Radoma je nejstarší vesnicí v údolí Radomky a patří k nejstarším v okolí a severním Šariši vůbec. Nepochybně existovala před 11. stoletím. Východně od Radomy bylo hradiště, po kterém zůstal název, dnes již patřící k osadě Hradisko. Tamní hradiště nepochybně vybudovali obyvatelé Radomy, kterým sloužilo v 11.-12. století.
Radoma od roku 1274 patřila Tekulovým. Synové Itemera v roce 1298 prodali svou část radomského majetku šlechtici Sinkovi, synovi Tomáše, vlastníkovi panství Šebeš, ale radomské panství iv první polovině 14. století patřilo Tekulovým. Ve 40. letech část radomských majetků patřila šlechtici Zonkovi, tu pak král Ludvík v roce 1352 daroval Petru Cudarovi.
Cudarovci později získali nebo zabrali tekulovskou část a připojili ji k panství Makovica. Ve 20. letech 15. století část Radomy patřila šlechticovi z Drienova. Ve druhé polovině 15. a v 16. století celá Radoma byla majetkovou součástí panství Makovica. Patřila ke slovenským vesnicím panství.
Radoma byla v 15. století největší vesnicí v okolí. Později se část sedláků odstěhovala, ale nejvíce jich uteklo, případně zahynulo během vpádů polského vojska v letech 1471–1472 a 1491–1492. Ve vesnici byl i mlýn. Cudarovci, aby podpořili obnovení vesnice, poskytli pravděpodobně usedlíkům zákupní práva. V 16. století zde už žila domácnost šoltyse.
V 16. století v Radomi postupně přibývalo selských domácností a domů, takže koncem 16. století byla středně velkou vesnicí. Měla téměř výlučně poddanské obyvatelstvo.
V 17. století patřila Rákociovcům, v 19. století Sirmaiovcům a jiným. Roku 1787 měla 45 domů a 413 obyvatel, 1828 56 domů a 429 obyvatel. Obyvatelé Radomy se zabývali zemědělstvím, chovem dobytka a pracovali v lesích. V letech 1850–1880 se mnozí vystěhovali.
Obec si zachovala zemědělský ráz i po 1918. JZD bylo v obci založeno v roce 1959. Část obyvatelstva pracuje v průmyslových závodech v Giraltovcích, Svidníku a Košicích.

## Pamětihodnosti
- Soubor pěti pravěkých mohyl, archeologická lokalita z období eneolitu. Mohyly se nacházejí na jižním svahu vrchu Stavenec.[3]
- Římskokatolický kostel Panny Marie Růžencové, jednolodní klasicistní stavba z let 1792-1797 se segmentovým ukončením presbytáře a věží tvořící součást její hmoty. Úpravami prošel v roce 1874, kdy byly vybudovány opěrné pilíře u stěn lodi. Interiér je zaklenut pruskými klenbami. Nachází se zde hodnotný ambitový oltář z období přechodu rokoka do klasicismu s obrazem Růžencovy Panny Marie. Boční oltář sv. Anny z konce 18. století vykazuje stejné stylové znaky. Fasády kostela jsou hladké se segmentově ukončenými okny a opěrnými pilíři. Věž vyrůstá ze štítového průčelí ve formě rizalitu, je členěna pilastry a ukončena korunní římsou s terčíkem a barokní helmicí s laternou.[4]
- Lidový srubový dům, jednopodlažní pětiprostorová stavba na půdorysu obdélníku z roku 1931.[5]